# 그리스 컵
그리스 컵(영어: Greek Football Cup, 그리스어: Κύπελλο Ελλάδος Ποδοσφαίρου 키펠로 엘라도스 포도스페루[*])은 그리스의 FA컵이다. 1931년에 첫 대회가 열렸으며 그리스 축구 연맹이 대회를 주관한다.
참가팀은 수페르리가 엘라다, 수페르리가 2, 풋볼 리그의 프로팀들과 감마 에스니키 그룹 우승팀, 헬레닉 아마추어 챔피언십의 각 지역 우승팀 등 아마추어팀이다. 컵의 우승팀은 UEFA 유로파리그와 그리스 슈퍼 컵 출전권이 주어진다.
최상위 리그인 수페르리가 엘라다 외에도 2 리그인 수페르리가 2와 3부 리그인 풋볼 리그, 아마추어 팀들이 포함되어 있기 때문에 수페르리가 2, 풋볼 리그에 속하는 약체 팀들도 리그 경기와는 다르게 수페르리가 엘라다의 강호들을 상대로 승리를 거두는 팀이 있는데 이들을 "자이언트 킬러"라고 칭한다.
최근 2025년 5월 17일 열린 결승전에서 올림피아코스가 OFI 크레타를 2:0으로 꺽으며 통산 29번째 우승을 일

## 역사
그리스 축구 협회 발족 이전에는 그리스 올림픽 위원회와 그리스 아마추어 운동 협회가 몇 개의 컵 대회를 개최했다. 1908년 당시, FC 아테네(파나티나이코스 FC의 전신)가 우승을 차지했다. 1910년에는 페어라이코스 신데스모스가 우승을 했고, 1912년, FC 가우디 아테네가 우승에 성공했다. 1918년에는 파넬리오스 포도스페이리코스 오밀로스(파나티나이코스 FC의 전신)가 우승했다.
1931년, 그리스 축구 협회가 발족됨에 따라 현 그리스 컵이 개최되었다. 초기에는 참가는 자유였으며, 팀들은 그리스 축구 협회의 주선으로 두 팀을 한 조로 짝 지었다. 이 때는 별다른 방식이 친선 경기 형태로 진행되었고 결승전은 홈 앤 어웨이 방식으로 치러졌다. 수 많은 시간이 지나고 나서 토너먼트 방식이 자리를 잡았다. 1990년대에 들어서면서 조별리그 방식도 추가되었다. 조별 리그의 진출팀은 결승전까지 2판 승부 방식으로 승부를 가른다.
1964년까지, 연장전 시간까지 모두 포함해서 모든 경기가 무승부로 기록됐다. 두 팀은 다른 경기를 계속 진행했으며, 당시에는 승부차기 방식이 도입되지 않았었다. 그 해의 준결승전에서 파나티나이코스 FC와 올림피아코스 FC의 경기가 1:1 무승부로 갈리면서 성난 관중들은 선수들에게 야유와 물건 등을 던지며 그라운드를 훼손시키자 경기는 사실상 중단되었다. 재경기는 재정적인 이유 등으로 실행되지 않았다.
다음 해인 1965년, 그리스 축구 협회는 연장전 시간을 늘린다는 새 규칙과 무승부시 동전던지기로 승패를 결정한다 했으나 공정성 논란으로 1969년에 폐지되었다. 동전던지기 폐지와 동시에 마침내 승부차기 방식이 도입되었다.
1971년까지, 프로 구단과 아마추어 구단이 섞인 채로 컵 대회가 진행되었다. 각 팀은 상관없이 경기를 치렀으며 승리한 팀은 전국 규모의 경쟁을 이어갔다. 그러나 1959년 9월 23일, 축구 전문 프로 구단인 아플론 아테네와 이웃 아마추어 구단인 PAO 니에스 멜렌디아스와 맞대결에서 아플론 에덴스가 23:0으로 초대승을 거두었고 이 기록은 지금까지도 절대로 경신되지 않았다고 한다. 1971년 이후, 그리스 컵 참가 조건을 프로 구단이어야만 참가할 수 있다는 규정을 만들고 아마추어 구단들만 참가할 수 있는 아마추어 컵을 개최하면서 지금의 안정된 컵 대회를 이룰 수 있게 되었다. 하지만 2018-19 시즌부터는 전 시즌 4~5부 리그의 각 지역 아마추어 리그를 우승한 40여팀을 참가시키고 있다.

## 대회 방식

### 구 방식
제대로 된 방식이 도입되기 전까지 아래의 몇 가지 방식으로 진행되었다.
초기에는 단판 승부로 경기를 치렀으며 결과는 대부분 무승부로 표기되었다. 결승전은 2판 승부로 우승 팀을 결정했는데 만약 무승부로 끝났을 경우, 연장전까지 경기를 치렀으나 승부차기는 없었다. 연장전에서도 무승부일 경우 동전던지기로 우승을 확정지었다. 1969년 이후, 승부차기가 도입됨에 따라 더 공정하고 정확한 결과를 볼 수 있게 되었으며 이는 지금까지도 이어지고 있다.
1980년부터 1990년까지 10년 동안, 1라운드는 예선 형식으로 진행되었다. 즉, 16개의 구단들이 참가했으며 녹아웃 형식으로 2판 승부로 단판 승부인 결승전 전까지 치러졌다. 이 중 두 시즌 동안 결승전이 2판 승부로 결정났으나, 그 이후로는 폐지되면서 단판 승부로 결정났고 결승전은 그리스에서 가장 큰 경기장이 있는 아테네 혹은 데살로니카에서 치러졌다.

### 2005~2018
이 방식은 2005년에 도입되고, 2009-10 시즌에 세부화되었다. 예외적으로 2011-12시즌에는 준결승전이 2판 승부로 치러졌는데 당시에 법적 문제 등으로 토너먼트가 지연되는 것을 막기 위했던 조치였다고 한다.

#### 1라운드
풋볼 리그 2의 팀들 중에서 프로 구단들이 남부와 북부, 2개의 디비전으로 나뉘어서 경기를 치른다. 단판 승부로 경기를 치르는 두 팀 중 한 팀의 경기장에서 치른다. 만약 정규 시간 90분에서 무승부로 끝나면, 필요에 따라 연장전과 승부차기로 승부를 낸다.

#### 2라운드
2라운드부터는 예선 토너먼트가 시작된다. 1라운드에서 진출한 팀들이 풋볼 리그의 팀들과 경기를 치른다. 경기는 풋볼 리그 2에 소속되어 있는 팀의 경기장에서 치러지며 1라운드와 마찬가지로 정규 시간 90분 동안 무승부로 결판나면 연장전과 승부차기로 결정을 낸다.

#### 3라운드
2라운드에서 올라온 4팀이 3라운드를 치르는데 이 중 2팀만이 4라운드에 진출할 수 있다. 1, 2라운드와 마찬가지로 정규 시간 90분 동안 무승부로 결판나면 연장전과 승부차기로 결정을 낸다.

#### 4라운드
32강으로 알려져 있으며 본선 토너먼트가 시작된다. 3라운드에서 진출한 2팀이 최상위 리그 수페르리가 엘라다에 속해 있는 팀들과 4라운드부터 토너먼트 경기를 치른다. 이 라운드에서는 시드 배정을 하는데 시드 배정팀과 시드 비배정팀이 경기를 치른다. 경기는 시드 비배정팀 홈 구장에서 치른다. 1, 2, 3라운드와 마찬가지로 정규 시간 90분 동안 무승부로 결판나면 연장전과 승부차기로 결정을 낸다.

#### 5라운드
16강으로 잘 알려진 5라운드는 4라운드 진출팀이 8쌍씩 짝지어서 경기를 치르는데 이전의 라운드와는 다르게 무승부로 경기가 끝날 경우 재경기를 실시하는데 원정 다득점은 적용되지 않는다.

#### 8강전
5라운드에서 진출한 8개의 팀들이 5라운드처럼 4쌍으로 짝지어 홈 앤 어웨이방식으로 경기를 치른다. 8강부터는 원정 다득점이 적용되며 드물게는 승부차기도 실시한다.

#### 준결승전
4개의 팀이 2쌍으로 나뉘어 결승전을 향해 경기를 치르는데 경기 방식은 8강전과 같이 홈 앤 어웨이방식으로 경기를 치른다. 또한, 원정 다득점이 적용되며 드물게는 승부차기도 실시한다.

#### 결승전
준결승전에서 올라온 2팀이 우승을 위해 경기를 치른다. 경기 방식은 단판 승부로 정규 시간 90분 이내 승부가 나지 않을 경우 필요에 따라 연장전과 승부차기를 진행한다.

### 2019년~현재
2018-19 시즌부터는 기존의 프로팀만 출전할 수 있었던 규정이 완화되어 40팀 이상의 4~5부 리그의 아마추어 우승팀들이 참가하며 전 시즌에 비해 참가팀이 2배 이상으로 늘면서 대회 구성도 바뀌었다.

#### 1~2라운드
1라운드에서는 전 시즌 4~5부의 아마추어 우승팀이 2팀씩 단판으로 경기를 가지며 여기에서 승리한 팀이 똑같이 2라운드에서 단판 경기를 가진다.

#### 3라운드
2라운드 승리팀과 풋볼 리그 참가팀 간 단판으로 진행되며, 2라운드에서 승리한 팀의 홈에서 경기를 가진다.

#### 4라운드
3라운드 승리팀과 수페르리가 2 참가팀 간 단판으로 진행되며, 3라운드 승리팀의 홈에서 경기를 가진다.

#### 5라운드
시드를 가진 전 시즌 수페르리가 엘라다의 6~13위 팀과 시드를 받지 못한 4라운드 승리팀간에 홈&어웨이 방식으로 각각 2경기씩 치르며 진출팀을 결정한다. 1차전은 시드를 받지 못한 팀의 홈에서 경기를 가지고 2차전은 시드팀의 홈에서 경기를 가진다.

#### 16강~결승
16강부터는 전 시즌 수페르리가 엘라다의 1~5위 팀이 합류한다. 5라운드부터 준결승전까지는 홈&어웨이로 경기를 치르며 결승전은 단판으로 한다. 토너먼트의 각 경기는 다음에 따라 운영된다.
16강전은 전 시즌 수페르리가 엘라다의 1-5위 팀은 시드를 가지며 5라운드 승리팀은 시드를 받지 못한다. 시드팀은 시드가 없는 팀과 경기를 치르며 2차전은 시드팀의 홈에서 가진다. 시드가 없는 남은 팀은 서로 경기를 가지며 나중에 추첨된 팀이 2차전에서 홈경기를 가진다. 8강전부터는 모든 팀에 시드가 없다.